# 輿石正
輿石 正(こしいし まさし、1946年3月6日 - )は日本の実業家、映画監督。

## 人物
じんぶん企画代表、名護高等予備校代表、エコネット・美設立同人。山梨県出身。東京大学卒。
予備校運営などのかたわら、沖縄県に駐留するアメリカ軍基地や東日本大震災に関するドキュメンタリー映画の製作・監督をしている。

## 主な作品
- 基地はいらない・命の響き　〜名護・辺野古の記憶と記録〜(2002年)
- 未決・沖縄戦(2008)
- 悼画　金城祐治さん　〜辺野古・命を守る会の根もとには〜(2009年)
- ノグチゲラの里から地球の未来へ(2010年)
- 辺野古不合意　－名護の14年とその未来－(2010年)
- 10年後の空へ(2011年)
- シバサシ(2012年)
- 岸辺の杙(2020年)